# Super Imaginative Chogokin
 (octobre 2016).
Super Imaginative Chogokin (aussi appelées S.I.C.) est une des gammes de figurines de Bandai, basées sur les séries Kamen Rider et d'autres personnages créés par Shotaro Ishinomori et sa société de production. Ces figurines sont généralement modifiées et diffèrent de leurs modèles tels qu'ils apparaissent dans les séries télévisées. Leur design se veut plus proche de celui des mangas et dans un registre plus sombre. Les S.I.C. sont pour la plupart sculptées par Takayuki Takeya et Kenji Ando.

## Historique
La ligne des produits S.I.C est composée de figurines articulées à l'échelle 1/10ème, équivalent à 18 centimètres. Le lancement date de décembre 1998 avec la première figurine, Volume 01: Kikaider. L'intérêt du public est attisé par la ré-invention des personnages du manga original, rendant hommage au défunt Shotaro Ishinomori. Les dix premiers modèles sont des statuettes montées sur un socle mais le Volume 11: Side Machine & Kikaider marquent un tournant dans l'évolution des S.I.C. La figurine a pour l'occasion été équipée d'articulations pour lui permettre d'être disposée sur sa moto.

### Séries dérivées
- Du fait de sa popularité grandissante, plusieurs gammes de figurines ont été lancées. La première, appelée S.I.C. Takumi-Damashii, sont de petites figurines de type gashapon reprenant le design des S.I.C. originales.
- En 2004, la gamme des Movie Realization est lancée. De la taille des S.I.C. classiques, elle regroupe des personnages issus de films tels que Devilman, Spiderman, Kamen Rider (pour les versions 'The First' et 'The Next'), Evangelion et Batman.
- En 2006, une gamme basée sur la série télévisée Garo est lancée, appelée Equip and Prop.

Une autre gamme baptisée Rangers Strike Solid, sort en mars 2007, similaire aux S.I.C. Takumi-Damashii mais les poses reprennent des visuels du jeu de cartes homonyme reprenant les personnages de la franchise des Super Sentai.
- En 2009, la nouvelle gamme de S.I.C. est lancée. Plus petite que les versions originales (12cm au lieu de 18), elle reprend les modèles originaux (Kamen Rider Hibiki, Ryuki...), dont certains sont re-sculptés (Kamen Rider Kaiza) et certains inédits, comme le Side Bassher.

## S.I.C.

### Gamme régulière
| Volume | Nom                                                              | Série                                   | Date de sortie |
| ------ | ---------------------------------------------------------------- | --------------------------------------- | -------------- |
| 1      | Kikaider                                                         | Kikaider                                | Décembre 1998  |
| 2      | Bijinder                                                         | Kikaider                                | Décembre 1998  |
| 3      | Kikaider 00                                                      | Kikaider 00                             | Février 1999   |
| 4      | Hakaider                                                         | Hakaider                                | Mai 1999       |
| 5      | Kikaider 01                                                      | Kikaider 01                             | Juillet 1999   |
| 6      | Inazuman                                                         | Inazuman                                | Septembre 1999 |
| 7      | Kamen Rider Ichigo                                               | Kamen Rider                             | Février 2000   |
| 8      | Kamen Rider Nigo                                                 | Kamen Rider                             | Juin 2000      |
| 9      | Kamen Rider V3                                                   | Kamen Rider V3                          | Août 2000      |
| 10     | Robot Detective                                                  | Robot Detective                         | Novembre 2000  |
| 11     | Side Machine & Kikaider                                          | Kikaider                                | Mars 2001      |
| 12     | Hakaider & Bike                                                  | Hakaider                                | Mai 2001       |
| 13     | Kamen Rider Kuuga                                                | Kamen Rider Kuuga                       | Décembre 2001  |
| 14     | Kamen Rider Ichigo & Cyclone                                     | Kamen Rider                             | Avril 2002     |
| 15     | Kamen Rider Nigo & Shocker Rider                                 | Kamen Rider                             | Août 2002      |
| 16     | Kamen Rider Black RX & Kamen Rider Black                         | Kamen Rider Black RX, Kamen Rider Black | Octobre 2002   |
| 17     | Shadow Moon & Kamen Rider Black (Version verte)                  | Kamen Rider Black                       | Décembre 2002  |
| 18     | Kamen Rider V3 & Riderman                                        | Kamen Rider V3                          | Février 2003   |
| 19     | Kamen Rider Agito                                                | Kamen Rider Agito                       | Juin 2003      |
| 20     | Another Agito & Agito (Burning / Shining Form)                   | Kamen Rider Agito                       | Septembre 2003 |
| 21     | Kamen Rider Amazon & Jungler                                     | Kamen Rider Amazon                      | Décembre 2003  |
| 22     | Kamen Rider Kuuga (Mighty Form)                                  | Kamen Rider Kuuga                       | Mars 2004      |
| 23     | Kamen Rider Ryuki                                                | Kamen Rider Ryuki                       | Mai 2004       |
| 24     | Kamen Rider Knight & Kamen Rider Ouja                            | Kamen Rider Ryuki                       | Juillet 2004   |
| 25     | Kamen Rider Ryuga & Alternative Zero                             | Kamen Rider Ryuki                       | Septembre 2004 |
| 26     | Kamen Rider ZO & Doras                                           | Kamen Rider ZO                          | Décembre 2004  |
| 27     | Kamen Rider Zolda & Kamen Rider Taiga                            | Kamen Rider Ryuki                       | Mars 2005      |
| 28     | Kamen Rider 555                                                  | Kamen Rider 555                         | Avril 2005     |
| 29     | Kamen Rider Faiz (Blaster Form) & Autovajin                      | Kamen Rider 555                         | Août 2005      |
| 30     | Kamen Rider Kaixa & Kamen Rider Delta                            | Kamen Rider 555                         | Octobre 2005   |
| 31     | Akumaizer 3                                                      | Akumaizer 3                             | Décembre 2005  |
| 32     | Kamen Rider Hibiki                                               | Kamen Rider Hibiki                      | Mars 2006      |
| 33     | Kamen Rider Hibiki (Kurenai) & Kamen Rider Todoroki              | Kamen Rider Hibiki                      | Juin 2006      |
| 34     | Kamen Rider Ibuki & Kamen Rider Zanki                            | Kamen Rider Hibiki                      | Août 2006      |
| 35     | Kamen Rider Blade                                                | Kamen Rider Blade                       | Décembre 2006  |
| 36     | Kamen Rider Garren & Kamen Rider Chalice                         | Kamen Rider Blade                       | Février 2007   |
| 37     | Kamen Rider Blade (Jack Form) & Kamen Rider Leangle              | Kamen Rider Blade                       | Mars 2007      |
| 38     | Kikaider 01 & Side Machine                                       | Kikaider 01                             | Mai 2007       |
| 39     | Kamen Rider G3 & G4                                              | Kamen Rider Agito                       | Juillet 2007   |
| 40     | Kamen Rider Agito & Machine Tornader                             | Kamen Rider Agito                       | Janvier 2008   |
| 41     | Kamen Rider X & Apollo Geist                                     | Kamen Rider X                           | Mai 2008       |
| 42     | Kamen Rider Den-O (Sword Form) & Momotaros                       | Kamen Rider Den-O                       | Juillet 2008   |
| 43     | Kamen Rider Den-O (Gun Form) & Ryutaros                          | Kamen Rider Den-O                       | Septembre 2008 |
| 44     | Kamen Rider Zeronos & Deneb                                      | Kamen Rider Den-O                       | Décembre 2008  |
| 45     | Kamen Rider Den-O (Liner Form) & Kamen Rider Zeronos (Zero Form) | Kamen Rider Den-O                       | Janvier 2009   |
| 46     | Kamen Rider Ichigo & Cyclone                                     | Kamen Rider The First                   | Février 2009   |
| 47     | Kamen Rider Den-O (Climax Form) & Urataros                       | Kamen Rider Den-O                       | Mars 2009      |
| 48     | Kamen Rider Gaoh & Kintaros                                      | Kamen Rider Den-O                       | Juin 2009      |
| 49     | Henshin Ninja Arashi & Majinsai                                  | Henshin Ninja Arashi                    | Juillet 2009   |
| 50     | Kamen Rider Kiva                                                 | Kamen Rider Kiva                        | Août 2009      |
| 51     | Kamen Rider Decade                                               | Kamen Rider Decade                      | Novembre 2009  |
| 52     | Kamen Rider Kabuto                                               | Kamen Rider Kabuto                      | Janvier 2010   |
| 53     | Kamen Rider Dark Kabuto & Kamen Rider Gatack                     | Kamen Rider Kabuto                      | Février 2010   |
| 54     | Kamen Rider IXA & Kamen Rider Dark Kiva                          | Kamen Rider Kiva                        | Mai 2010       |
| 55     | Kamen Rider Stronger & Tackle                                    | Kamen Rider Stronger                    | Septembre 2010 |
| 56     | Kamen Rider Kuuga ~Decade Edition~                               | Kamen Rider Decade                      | Décembre 2010  |
| 57     | Kamen Rider W Cyclone Joker                                      | Kamen Rider W                           | Mars 2011      |
| 58     | Kamen Rider W Luna Trigger & Heat Metal                          | Kamen Rider W                           | Juin 2011      |
| 59     | Kamen Rider W Fang Joker & Kamen Rider Skull                     | Kamen Rider W                           | Août 2011      |
| 60     | Skyrider                                                         | Kamen Rider (Skyrider)                  | Novembre 2011  |
| 61     | Kamen Rider Super-1                                              | Kamen Rider Super-1                     | Décembre 2011  |
| 62     | Kamen Rider ZX                                                   | Kamen Rider ZX                          | Mars 2012      |
| 63     | Kamen Rider Gills et Another Agito                               | Kamen Rider Agito                       | Mai 2012       |
| 64     | Kamen Rider OOO (Tatoba Combo)                                   | Kamen Rider OOO                         | Juillet 2012   |

### Éditions Spéciales/Limitées

#### Gamme SIC Limited Editions
| Nom                                    | Série              | Date de sortie |
| -------------------------------------- | ------------------ | -------------- |
| Kikaider (Artist Special Version)      | Kikaider           | Mars 1999      |
| Bijinder (Artist Special Version)      | Kikaider           | Mars 1999      |
| Kikaider 00 (Artist Special Version)   | Kikaider 00        | Mars 1999      |
| Hakaider (version rouge)               | Hakaider           | Novembre 1999  |
| Hakaider (version bleue)               | Hakaider           | Novembre 1999  |
| Hakaider (version argentée)            | Hakaider           | Novembre 1999  |
| Robot Detective K (Version 'Power up') | Robot Detective    | Novembre 2000  |
| Another Shadow Moon                    | Kamen Rider Black  | Août 2003      |
| Doras (version rouge)                  | Kamen Rider ZO     | Janvier 2005   |
| Kamen Rider Sabaki, Eiki & Danki       | Kamen Rider Hibiki | Septembre 2006 |
| Kamen Rider Kuuga (Rising Form)        | Kamen Rider Kuuga  | Septembre 2007 |
| Kamen Rider Den-O Rod Form & Axe Form  | Kamen Rider Den-O  | Novembre 2008  |

#### Gamme SIC Toei Hero Net Limited Editions
| Nom                                                     | Série              | Date de sortie |
| ------------------------------------------------------- | ------------------ | -------------- |
| Kamen Rider Kuuga (Version SIC Hero Saga)               | Kamen Rider Kuuga  | Avril 2002     |
| Hakaider avec Hakaider rouge, bleu & argenté            | Hakaider           | Novembre 2002  |
| Golgos (Version SIC Hero Saga)                          | Kamen Rider Amazon | Novembre 2003  |
| Kamen Rider Ryuki & Kamen Rider Ouja (versions neutres) | Kamen Rider Ryuki  | Juillet 2004   |
| Kamen Rider J                                           | Kamen Rider J      | Mars 2005      |
| Kamen Rider Faiz (Accel form)                           | Kamen Rider 555    | Juillet 2005   |
| Kamen Rider Pre-Amazon                                  | Kamen Rider Amazon | Mai 2006       |
| Kamen Rider Garren (Jack Form)                          | Kamen Rider Blade  | Octobre 2007   |
| Kamen Rider G3                                          | Kamen Rider Agito  | Décembre 2008  |
| Kamen Rider Den-O Super Climax Form                     | Kamen Rider Den-O  | Novembre 2009  |
| Kamen Rider New Den-O                                   | Kamen Rider Den-O  | Septembre 2010 |
| Kamen Rider Double Gold Extreme                         | Kamen Rider W      | Mars 2012      |

#### Gamme SIC Mook Hobby Japan Limited
| Nom                                                                              | Série                | Date de sortie |
| -------------------------------------------------------------------------------- | -------------------- | -------------- |
| Kikaider (version noire) Hobby Japan Mook SIC official Diorama Story Kikaider 00 | Kikaider             | Août 2002      |
| Another RX                                                                       | Kamen Rider Black RX | Janvier 2004   |
| Kamen Rider Ryuga Survive & Dragblacker                                          | Kamen Rider Ryuki    | Juin 2005      |
| Kamen Rider Hibiki (version Armed, médiéval) Hobby Japan Limited                 | Kamen Rider Ryuki    | Janvier 2008   |
| Kamen Rider Den-O Wing Form                                                      | Kamen Rider Den-O    | Mai 2010       |

#### Gamme SIC évènementiels
| Nom                                                                             | Série              | Date de sortie |
| ------------------------------------------------------------------------------- | ------------------ | -------------- |
| Kamen Rider Hibiki Maziora (version Imagination Works )                         | Kamen Rider Hibiki | Mars 2007      |
| Kamen Rider Ryuga & Dragblacker (version Imagination Works)                     | Kamen Rider Ryuki  | Mars 2007      |
| Kamen Rider Todoroki Maziora (version Imagination Works Ani-Com 2007 Hong Kong) | Kamen Rider Hibiki | Juillet 2007   |
| Kamen Rider Wild Chalice (version Tamashii Nation 2008)                         | Kamen Rider Blade  | Mars 2008      |
| Kamen Rider X (Version 70e Anniversaire de Shotaro Ishinomori)                  | Kamen Rider X      | Décembre 2008  |
| Momotaros (Version précontrat Tamashii Nation 2009)                             | Kamen Rider Den-O  | Mars 2009      |
| Kamen Rider Wild Chalice (Version Tamashii Nation 2010)                         | Kamen Rider Blade  | Octobre 2010   |

#### Gamme Bandai Tamashii Web Shouten Limited
| Nom                                                             | Série               | Date de sortie |
| --------------------------------------------------------------- | ------------------- | -------------- |
| Kamen Rider Nega Den-O                                          | Kamen Rider Den-O   | Juin 2009      |
| Negataros                                                       | Kamen Rider Den-O   | Septembre 2009 |
| Kamen Rider Kiva (Emperor Form)                                 | Kamen Rider Kiva    | Décembre 2009  |
| S.I.C. Kanto 11 Oni -Elite Assembly-                            | Kamen Rider Hibiki  | Mars 2010      |
| Kohana & Naomi                                                  | Kamen Rider Den-O   | Août 2010      |
| Bandai S.I.C. Special Set 6 cyborgs (de Kamen Rider Ichigo à X) | Kamen Rider (série) | Octobre 2010   |
| Kamen Rider Diend                                               | Kamen Rider Decade  | Avril 2011     |
| Kamen Rider Yuuki                                               | Kamen Rider Den-O   | Janvier 2012   |
| Kamen Rider Joker                                               | Kamen Rider W       | Juillet 2012   |
| Kamen Rider G-DenO                                              | Kamen Rider Den-O   | Septembre 2012 |

#### Autres versions limitées/numérotées
- Kikaider (version argentée), limité à 50 exemplaires
- Bijinder (version argentée), limité à 50 exemplaires
- Kikaider 00 (version argentée), limité à 50 exemplaires
- Kamen Rider V3 (version indigo)
- Kamen Rider Hibiki (version cristal)
- Kamen Rider Ryuuki (version cristal)

### Gamme S.I.C. Classics
La gamme Classics se compose de rééditions de S.I.C. dans des versions "anniversaire". Les boites contiennent des petits livrets reprenant les chapitres de "Hero Saga", publiés dans le magazine Hobby Japan.
| Volume | Nom                                                        | Série                | Date de réédition |
| ------ | ---------------------------------------------------------- | -------------------- | ----------------- |
| 18     | Kamen Rider V3 & Riderman                                  | Kamen Rider V3       | Juin 2007         |
| 13     | Kamen Rider Kuuga                                          | Kamen Rider Kuuga    | Juin 2007         |
| 23     | Kamen Rider Ryuki                                          | Kamen Rider Ryuki    | Août 2007         |
| 20     | Another Agito & Kamen Rider Agito (Burning & Shining Form) | Kamen Rider Agito    | Septembre 2007    |
| 21     | Kamen Rider Amazon & Jungler                               | Kamen Rider Amazon   | Novembre 2007     |
| 12     | Hakaider & Bike                                            | Hakaider             | Décembre 2007     |
| 28     | Kamen Rider 555                                            | Kamen Rider 555      | Décembre 2007     |
| 35     | Kamen Rider Blade                                          | Kamen Rider Blade    | Mars 2008         |
| 7      | Kamen Rider Ichigo                                         | Kamen Rider          | Août 2008         |
| 16     | Kamen Rider Black RX & Kamen Rider Black                   | Kamen Rider Black RX | Septembre 2008    |
| 9      | Kamen Rider V3                                             | Kamen Rider V3       | Septembre 2008    |
| 17     | Shadow Moon & Kamen Rider Black (version verte)            | Kamen Rider Black    | Octobre 2008      |
| 22     | Kamen Rider Kuuga (Mighty Form)                            | Kamen Rider Kuuga    | Décembre 2008     |

## S.I.C. Takumi Damashii
La gamme des S.I.C. Takumi Damashii est basée sur les mêmes fondements que les S.I.C. originales, en se reprenant les œuvres de Shotaro Ishinomori, mais diffèrent par leur petite taille et sont des statuettes non articulés comme les premières S.I.C. Tout comme ces dernières, après la sortie d'un pack contenant une moto, les Takumi Damashii pouvaient prendre plusieurs poses. D'autre part, elles sont vendues par lot, contenant plusieurs personnages, en allant de Kamen Rider à Kikaider. Les lots contiennent aussi des versions des personnages avec des couleurs alternatives, en plus d'une figurine secrète disposée dans chaque lot. En 2009, la gamme comprenait dix lots, dont trois spéciaux et un d'archives.
Volume 1(Septembre 2003)
1. Kikaider
2. Skyzel
3. Henshin Ninja Arashi
4. Gattaider

Volume 2(Décembre 2003)
1. Kamen Rider Ichigo
2. Hakaider
3. Granzel
4. Zabitan

Volume 3(Avril 2004)
1. Kamen Rider V3 & Riderman
2. Robocon
3. Kikaider 01
4. Iberu & Gobbler

Volume 4(Nov. 2004)
1. Kikaider & Side Machine
2. Bijinder & Side Machine
3. Inazuman
4. Kamen Rider Stronger & Tackle

Volume 5(Mars 2005)
1. Kamen Rider Kuuga
2. Kikaider 00
3. Hakaider
4. Bike

Volume 6(Juillet 2005)
1. Kamen Rider Ichigo
2. Waruder
3. Shadow Moon
4. Cyclone

Volume 7(Mars 2006)
1. Kamen Rider Black
2. Kamen Rider Ryuki
3. Battle Hopper
4. Robocon
5. Roboconcar

Special Edition(Septembre 2006)
1. Red Hakaider & Bike
2. Blue Hakaider & Bike
3. Silver Hakaider & Bike
4. Perfect Kikaider & Side Machine
5. Bijinder
6. Kamen Rider Kuuga (Ultimate form)

Volume 8(Mars 2007)
1. Kamen Rider Black RX
2. Akarenger (Himitsu Sentai Gorenger)
3. Kamen Rider Agito (Ground form, Flame form, Storm form)
4. Machine Tornader

Volume 9(Novembre 2007)
1. Kamen Rider Ichigo (version The First)
2. Cyclone (version The First)
3. Kamen Rider Nigo (version The First)
4. Cyclone 2
5. Kamen Rider Hibiki
6. Robot Detective K

Special Deuxième Edition(Mars 2008)
1. Kamen Rider Todoroki
2. Kamen Rider Zanki
3. Kamen Rider Hibiki (version Kurenai)
4. Kamen Rider Ichigo (version The Next)
5. Kamen Rider Nigo (version The Next)
6. Kamen Rider Ibuki
7. Choujin Bibyun
8. Choujin Zusheen & Choujin Bashaan

Volume 10(Novembre 2008)
1. Riderman
2. Nega Den-O
3. Momotaros Imagin
4. Den-O Sword Form
5. Momoranger
6. Den-O Gun Form

ARCHIVES(Mars 2009)
1. Inazuman
2. Kikaider
3. Hakaider
4. Kamen Rider Ichigo
5. Kamen Rider Kuuga (Mighty form)

Special Troisième Edition(Juin 2009)
1. New Den-O Strike Form
2. Kamen Rider V3 (version The Next)
3. Shocker Rider (version The Next)
4. Kamen Rider Den-O Axe & Rod Form
5. Kamen Rider Zeronos
6. Kamen Rider Sabaki
7. Kamen Rider Eiki
8. Kamen Rider Dannki

Éditions limitées
1. Lot Shocker Rider
2. Kamen Rider Ichigo (version Cristal) (en exclusivité lors du Tamashii Nations 2008)

## S.I.C. Kiwami Tamashii
Lancée en 2009, cette gamme reprend le design des S.I.C. originales dans un format plus petit (12cm au lieu de 18) tout en conservant les articulations et la présence d'accessoires.

### Gamme régulière
| Volume | Nom                              | Série              | Date de sortie |
| ------ | -------------------------------- | ------------------ | -------------- |
| 1      | Kamen Rider Hibiki               | Kamen Rider Hibiki | Janvier 2009   |
| 2      | Kamen Rider Ryuki                | Kamen Rider Ryuki  | Juillet 2009   |
| 3      | Kamen Rider Knight               | Kamen Rider Ryuki  | Septembre 2009 |
| 4      | Kamen Rider Zanki                | Kamen Rider Hibiki | Septembre 2009 |
| 5      | Kamen Rider Todoroki             | Kamen Rider Hibiki | Septembre 2009 |
| 6      | Kamen Rider 555                  | Kamen Rider 555    | Novembre 2009  |
| 7      | Autovajin                        | Kamen Rider 555    | Décembre 2009  |
| 8      | Kamen Rider 555 (Axel Form)      | Kamen Rider 555    | Décembre 2009  |
| 9      | Kamen Rider 555 (Blaster Form)   | Kamen Rider 555    | Décembre 2009  |
| 10     | Kamen Rider Blade                | Kamen Rider Blade  | Février 2010   |
| 11     | Kamen Rider Wild Chalice         | Kamen Rider Blade  | Mai 2010       |
| 12     | Kamen Rider Den-O (Sword Form)   | Kamen Rider Den-O  | Juin 2010      |
| 13     | Momotaros                        | Kamen Rider Den-O  | Juillet 2010   |
| 14     | Kamen Rider Blade (King Form)    | Kamen Rider Blade  | Septembre 2010 |
| 15     | Kamen Rider Garren               | Kamen Rider Blade  | Novembre 2010  |
| 16     | Kamen Rider Blade (Jack Form)    | Kamen Rider Blade  | Février 2011   |
| 17     | Kamen Rider Agito (Ground Form)  | Kamen Rider Agito  | Avril 2011     |
| 18     | Machine Tornado                  | Kamen Rider Agito  | Juillet 2011   |
| 19     | Kamen Rider Agito (Trinity Form) | Kamen Rider Agito  | Août 2011      |
| 20     | Kamen Rider Kaixa                | Kamen Rider 555    | Novembre 2011  |
| 21     | Wolf Orpenoch                    | Kamen Rider 555    | Décembre 2011  |
| 22     | Side Basshar                     | Kamen Rider 555    | Février 2012   |
| 23     | Horse Orphenoch                  | Kamen Rider 555    | Avril 2012     |
| 24     | Kamen rider Kuuga (mighty form)  | Kamen Rider Kuuga  | Juillet 2012   |

### Éditions spéciales

#### Éditions spéciales/limitées
- Kamen Rider Hibiki (version Cristal violet)

Vendu avec le magazine Hyper Hobby Plus Vol. 6/2009
- Kamen Rider Hibiki (version Kurenai)

Octobre 2009
(Exclusivité lors du Tamashii Nation 2009 Autumn)
Hibiki Kurenai est une version repeinte de la figurine originale, avec un Disc Animal exclusif (Faucon rouge)
- Momotaros Imagin (version précontrat)

(Exclusivité lors du Tamashii Nation 2010)
- Nega Den-O

(Exclusivité Jusco shop)

#### Exclusivités Tamashii Web
- Bandai SIC Kiwami Tamashii DenLiner DX Set (Wagon du Den-Liner avec Urataros, Kintaros et Ryutaros)

Janvier 2011
- Bandai SIC Kiwami Tamashii Agito Flame & Storm (avec accessoire pour effets spéciaux)

Décembre 2011